# 블랙스톤 그룹

블랙스톤 그룹 로고

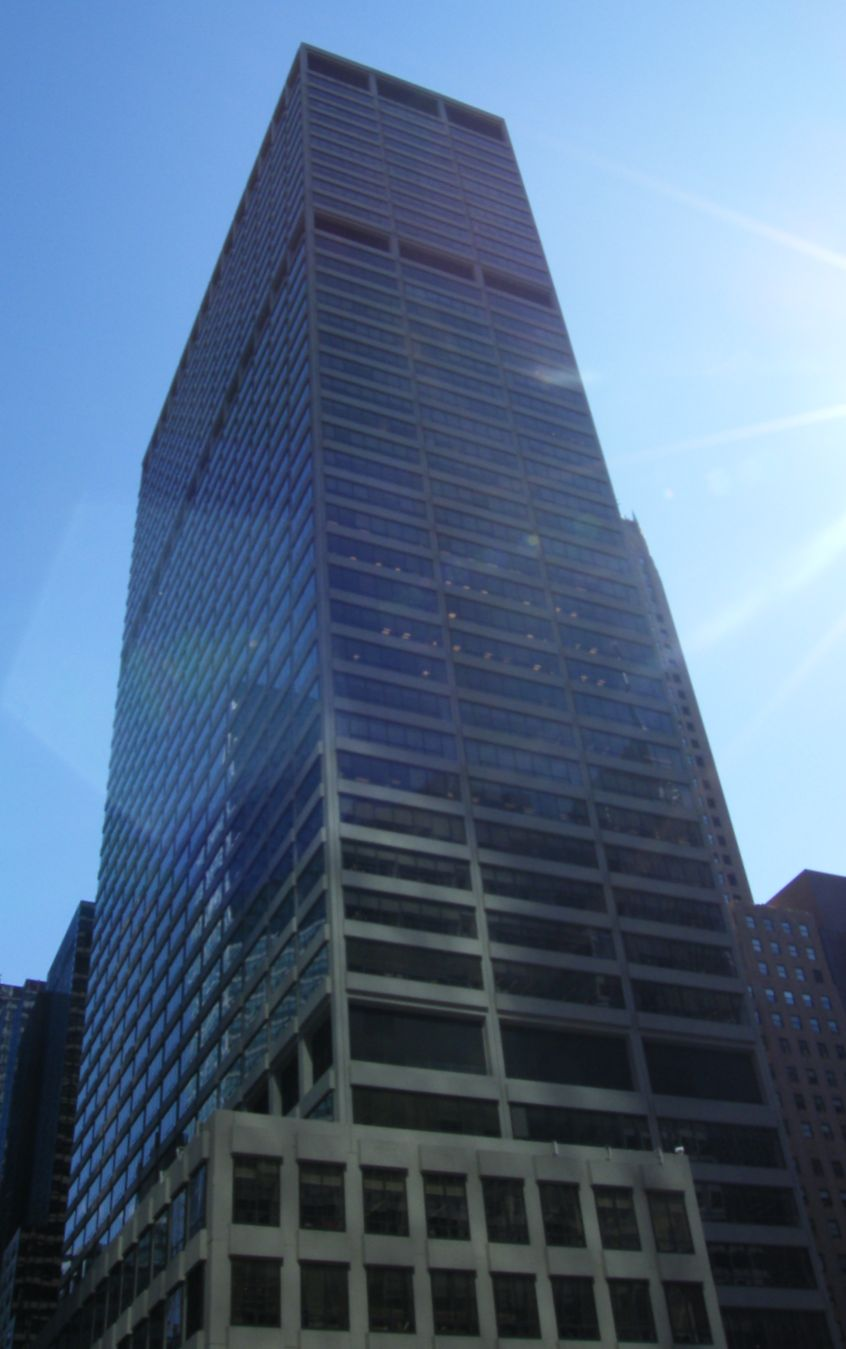
345 Park Avenue의 블랙스톤 본사

블랙스톤 그룹(The Blackstone Group)은 세계 최대의 사모펀드 운용 회사이다. 리먼 브러더스를 사퇴한 피터 G. 피터슨과 스티븐 슈워츠먼에 의해 1985년에 설립되었다. 운용자산이 1.2조 달러에 육박한다.

## 투자
2024년 산업용 절삭공구 제조 기업인 제이제이툴스(옛 장진공구)의 경영권 지분을 인수하였다

## 참고문헌
1. ↑  블랙스톤, 운용자산 1.2조 달러 돌파…창사 이래 최대 서울경제 2025-07-25
2. ↑  강구귀, 블랙스톤, 산업용 절삭공구 '제이제이툴스' 인수, 파이낸셜뉴스, 2024-11-27